# Wesel
Wesel város Németországban, Észak-Rajna-Vesztfáliaiban, a Wesel járásban.

## Fekvése
A Rajna egyik kanyarulatában fekvő település. A város déli peremén ömlik a Rajnába a Lippe folyó.

## Története

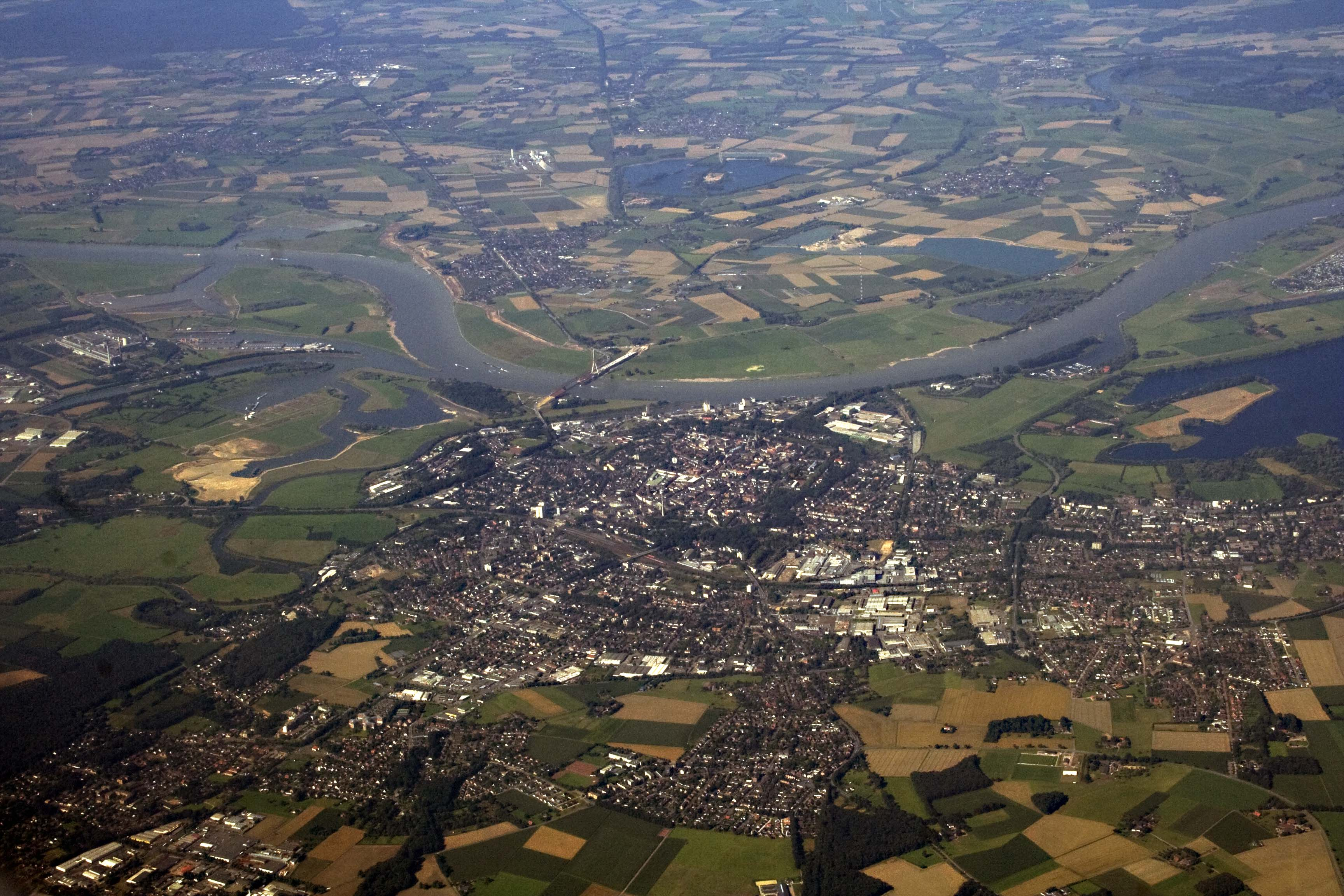
Wesel légifelvételen

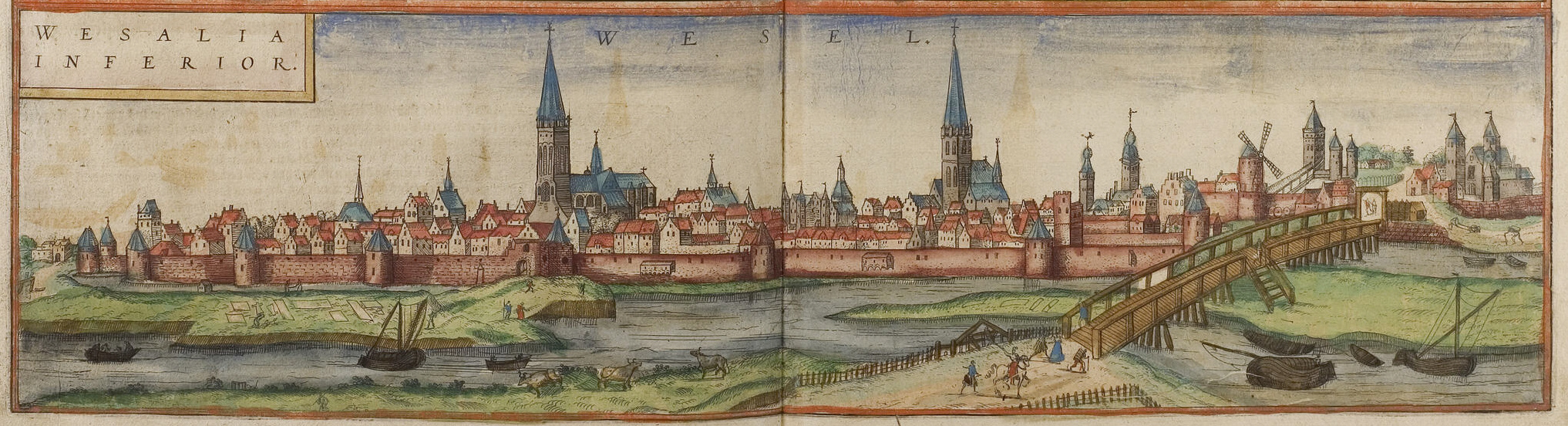
Wesel egy középkori metszeten

Wesel az Alsó-Rajna-Vidék fontos gazdasági és bevásárlóközpontja. Legfontosabb iparága az üveggyártás.
Nevét 800 körül említették először az oklevelekben. Martell Károly okirataiban "Wesele" néven szerepel. A 12. század elején óta a Kleee grófság része volt. Város jogát 1241-ben kapta. A középkorban kereskedelmi metropolisként volt ismert Köln és Rotterdam között, tagja volt a Hanza-szövetségnek is. 1609-ben Brandenburg-Poroszországé, a 17. század második felében Poroszország legerősebb nyugati erődítményévé építették ki.
1809-ben I. Napóleon parancsára a császár ellen lázadó 11 porosz tisztet lőttek itt agyon, emléküket emlékmű őrzi.
A város restaurált, megmaradt műemlékei közül a Markt nyugati oldalán található Willibrord-dóm a legérdekesebb., melyben ma hangversenyeket tartanak.

## Nevezetességek
- Willibrord-dóm - az eredetileg román stílusú bazilika fölé 1434 és 1537 között öthajós gótikus templomot építettek, azóta többször is átalakították.
- Porosz erődítmény maradványai
- Berlini kapu (Berliner Tor)

## Itt születtek, itt éltek
- Johann Heinrich Achterfeld (1788–1877), német katolikus teológus
- Joachim von Ribbentrop (1893–1946), német birodalmi külügyminiszter 1938 és 1945 között
- Dieter Nuhr (1960–), német humorista
- Dennis Kempe (1986–), német labdarúgó
- Friedrich Ebert (1871–1925), német kancellár, majd a köztársaság első elnöke, tanult Weselben

## Galéria

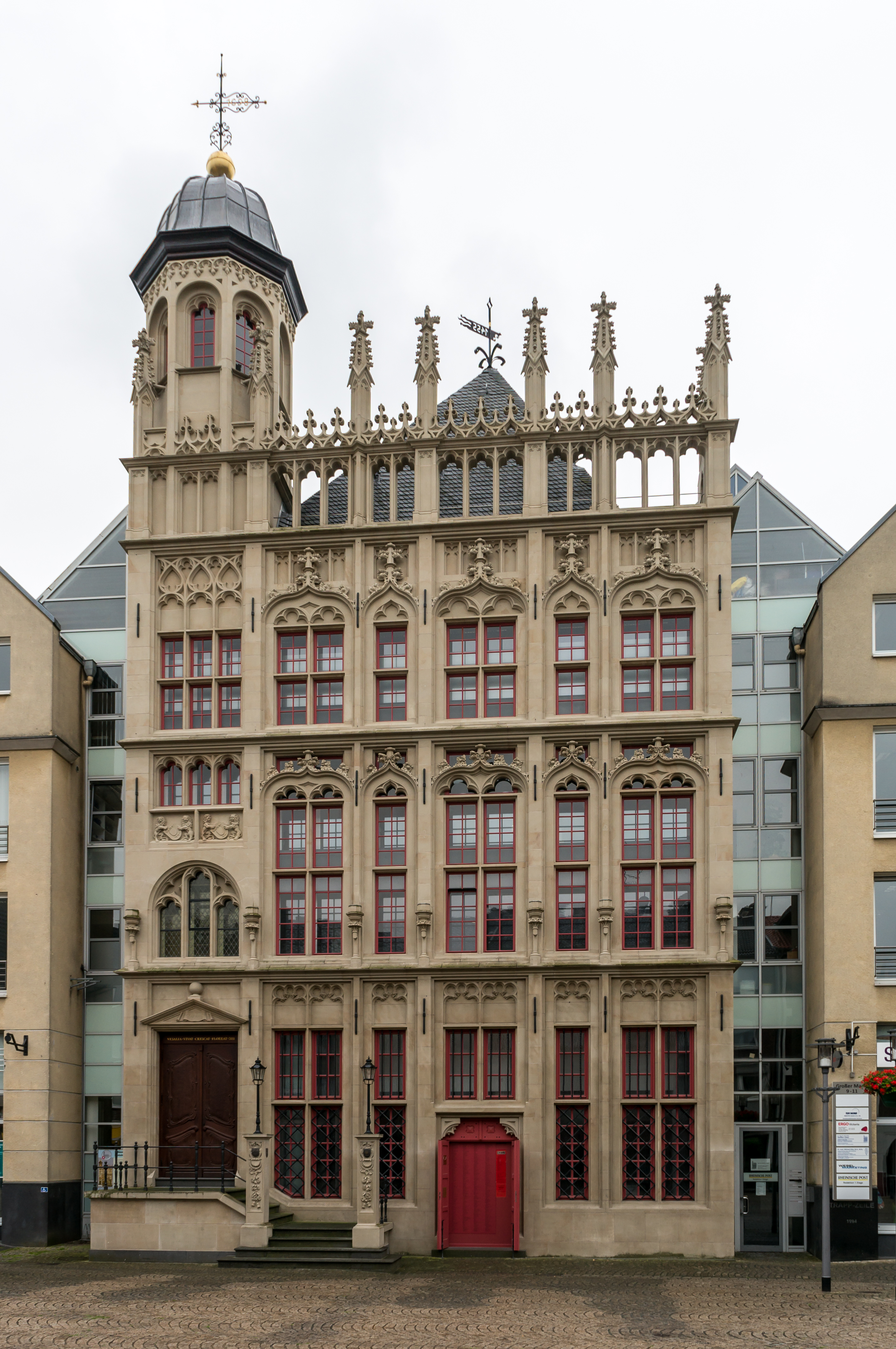
A gótikus tanácsház
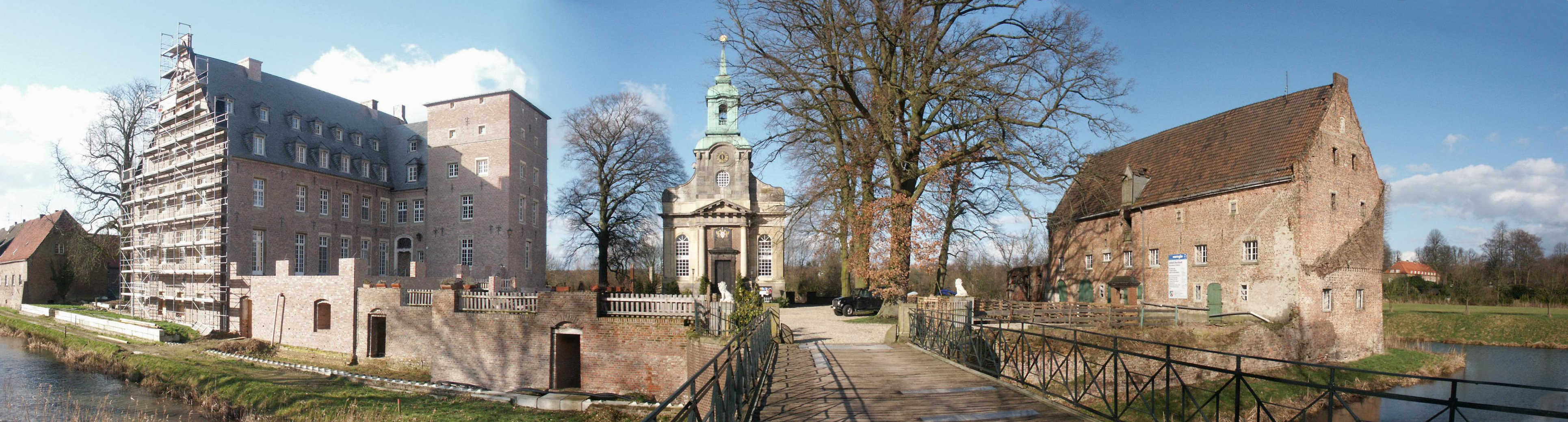
A diersfordti kastély
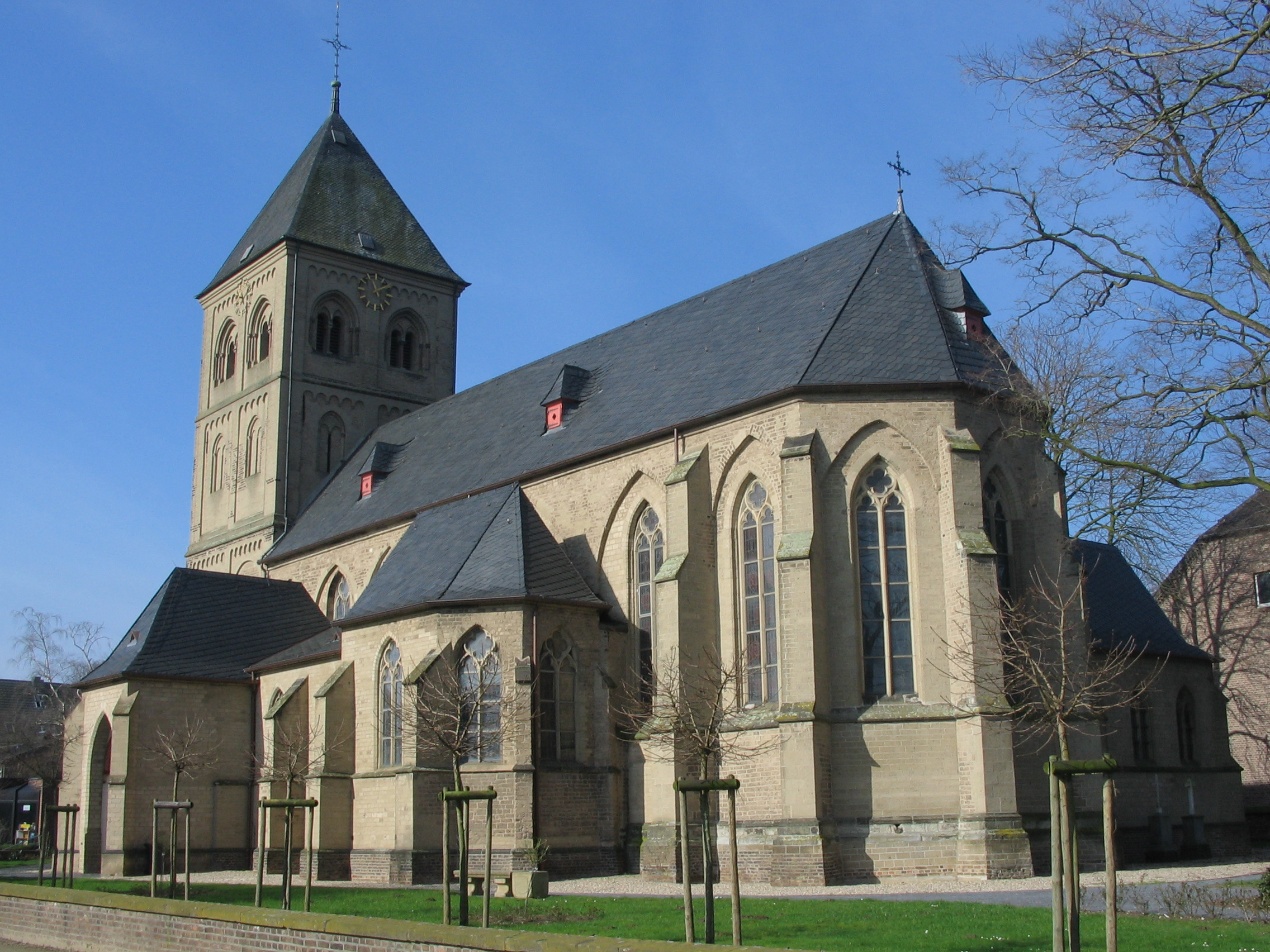
Gótikus templom
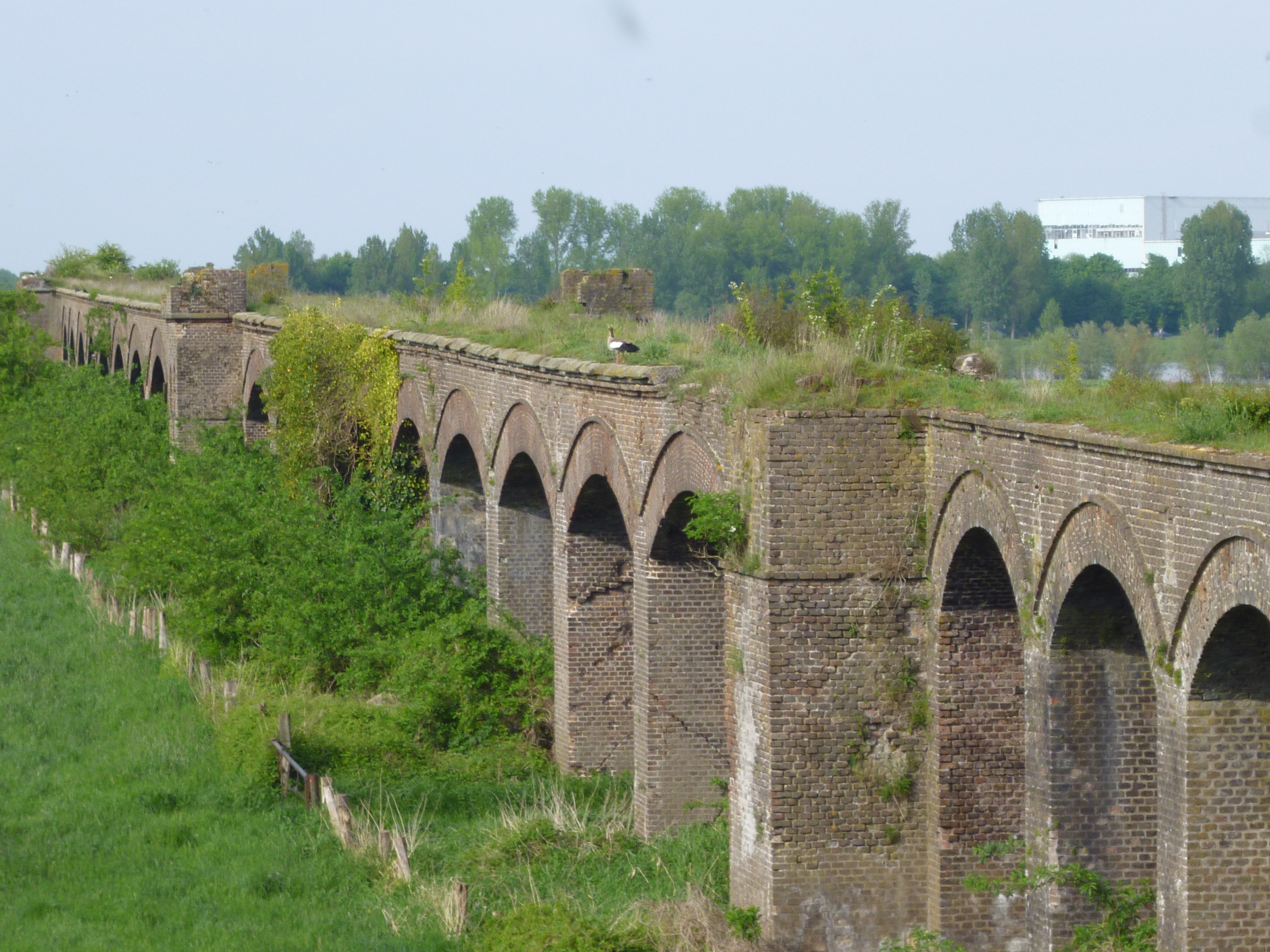
A vasúthíd
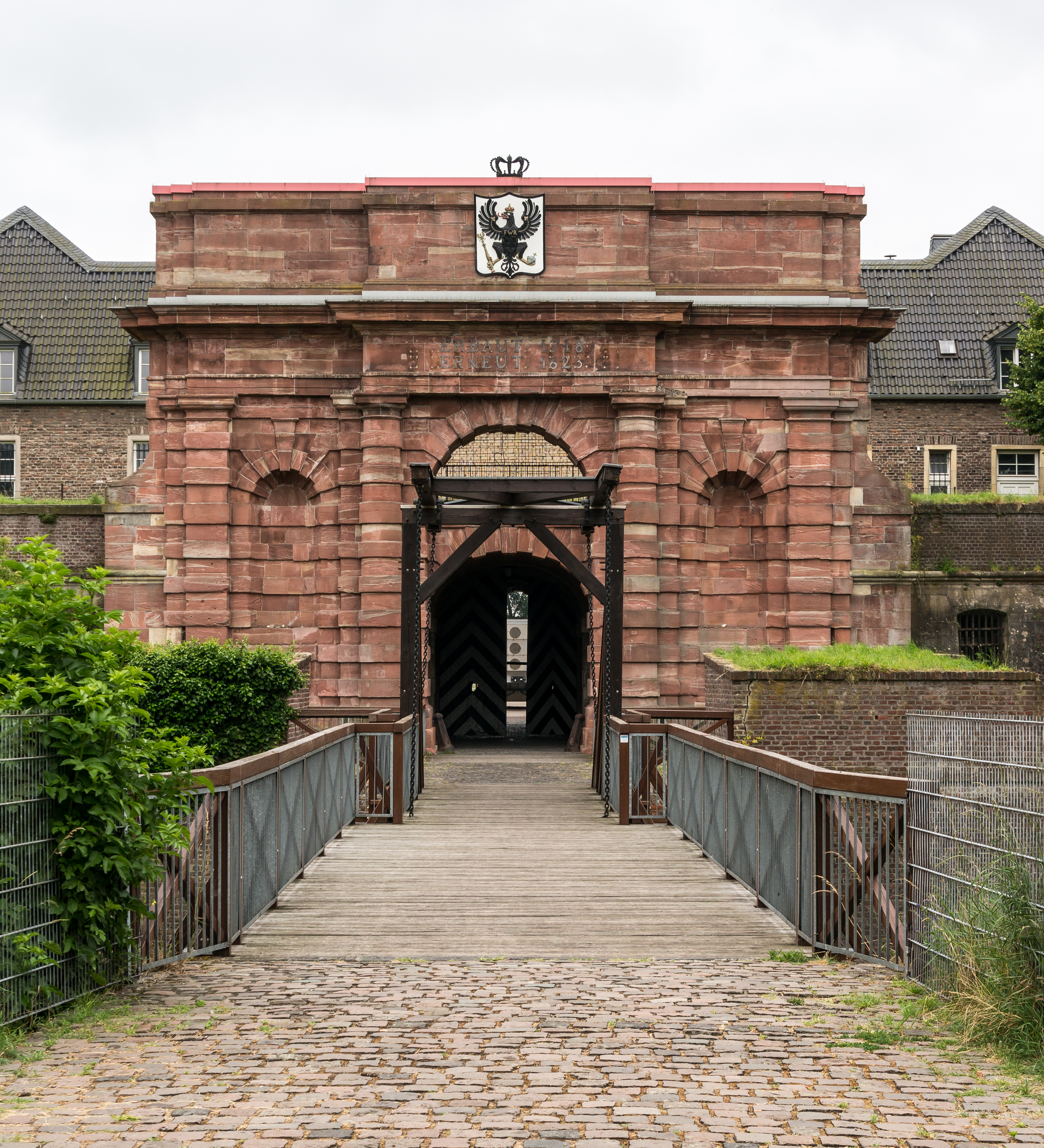
A Citadella
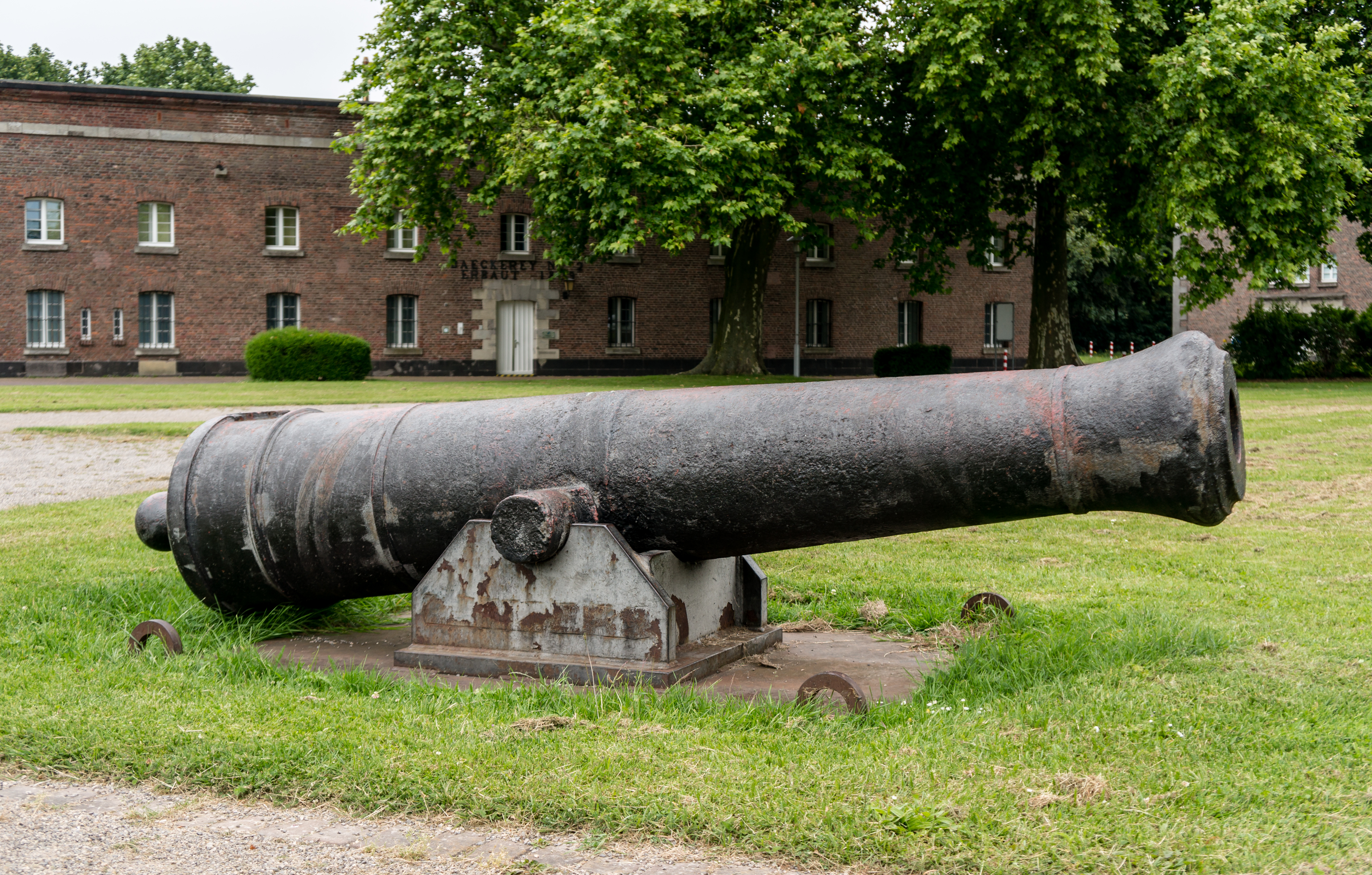
A Citadella